# Miss Virginia (película)
Miss Virginia es una película dramática estadounidense de 2019 dirigida por R.J. Daniel Hanna y protagonizada por Uzo Aduba en el papel principal como una madre en apuros del centro de la ciudad que sacrifica todo para darle a su hijo una buena educación. El reparto incluye a Matthew Modine, Niles Fitch, Amirah Vann, Adina Porter, Aunjanue Ellis y Vanessa Williams. La película está basada en una historia real.
La película estrenada el 18 de octubre de 2019 por Vertical Entertainment.

## Reparto
- Uzo Aduba como Virginia Walden
- Matthew Modine como el congresista Cliff Williams
- Niles Fitch como James Walden
- Amirah Vann como Shondae Smith
- Adina Porter como Annette Johnson
- Aunjanue Ellis como la congresista Lorraine Townsend
- Vanessa Williams como Sally Rae
- Samantha Sloyan como la Sra. Watson
- Kimberly Hébert Gregory como Tasha White
- Erik LaRay Harvey como el alcalde Anthony Carver

## Producción
La producción comenzó en noviembre de 2017, cuando Uzo Aduba obtuvo el papel principal. En abril de 2018, Matthew Modine, Aunjanue Ellis, Vanessa Williams y Kimberly Hébert Gregory se unieron al elenco y el rodaje comenzó ese mismo mes en Los Ángeles.
Miss Virginia fue la primera producción narrativa del Moving Picture Institute, y una de varias películas de MPI que impulsan programas de elección escolar. MPI ha recibido el apoyo de Rebekah Mercer, partidaria de la elección escolar y donante política republicana, quien también estuvo anteriormente en su junta directiva.